# Vincent Collet
Vincent Collet (Sainte-Adresse, 6 de junio de 1963) es un entrenador y exjugador de baloncesto francés. Como seleccionador de Francia es el entrenador más laureado, con 8 medallas en competiciones oficiales. Actualmente dirige al Metropolitans 92 de la Ligue Nationale de Basket-ball.

## Trayectoria

### Jugador
[actualizar]

### Entrenador
[actualizar]
En marzo de 2009 coge las riendas de la selección de Francia.
De cara a la 2011-12 firma con el Strasbourg IG de la primera división francesa.
Después de 9 años en Estrasburgo, en agosto de 2021, firma para dirigir al Metropolitans 92 francés.
Tras 15 años al frente de la selección francesa, en septiembre de 2024, deja su cargo.